# Svatá Anna (Vlčeves)
Svatá Anna (německy Sankt Anna) je malá vesnice, část obce Vlčeves v okrese Tábor v Jihočeském kraji. Nachází se jeden kilometr severovýchodně od Vlčevsi. Je zde evidováno 20 adres. V roce 2011 zde trvale žilo deset obyvatel.
Svatá Anna leží v katastrálním území Vlčeves o výměře 6,38 km².

## Historie
První písemná zmínka o vesnici pochází z roku 1790. V osadě bývaly lázně.

## Obyvatelstvo
| Rok            | 1869 | 1880 | 1890 | 1900 | 1910 | 1921 | 1930 | 1950 | 1961 | 1970 | 1980 | 1991 | 2001 | 2011 | 2021 |
| -------------- | ---- | ---- | ---- | ---- | ---- | ---- | ---- | ---- | ---- | ---- | ---- | ---- | ---- | ---- | ---- |
| Počet obyvatel | 120  | 127  | 98   | 107  | 90   | 88   | 58   | 71   | 55   | 40   | 19   | 7    | 6    | 10   | 6    |
| Počet domů     | 14   | 15   | 15   | 15   | 15   | 17   | 19   | 17   | 17   | 15   | 8    | 20   | 19   | 19   | 20   |

## Obecní správa
Při sčítání lidu v letech 1850–1975 Svatá Anna byla osadou obce Vlčeves, se kterým patřila nejprve do okresu Tábor, ale v roce 1950 v okrese Kamenice nad Lipou a od roku 1960 opět v okrese Tábor. Od 1. ledna 1976 do 23. listopadu 1990 byla částí obce Mlýny v okrese Tábor. Od 24. listopadu 1990 je opět částí obce Vlčeves v okrese Tábor.

## Pamětihodnosti
- Barokní kostel svaté Anny a přilehlá kaple (nad pramenem); kulturní památka[11]

## Další fotografie

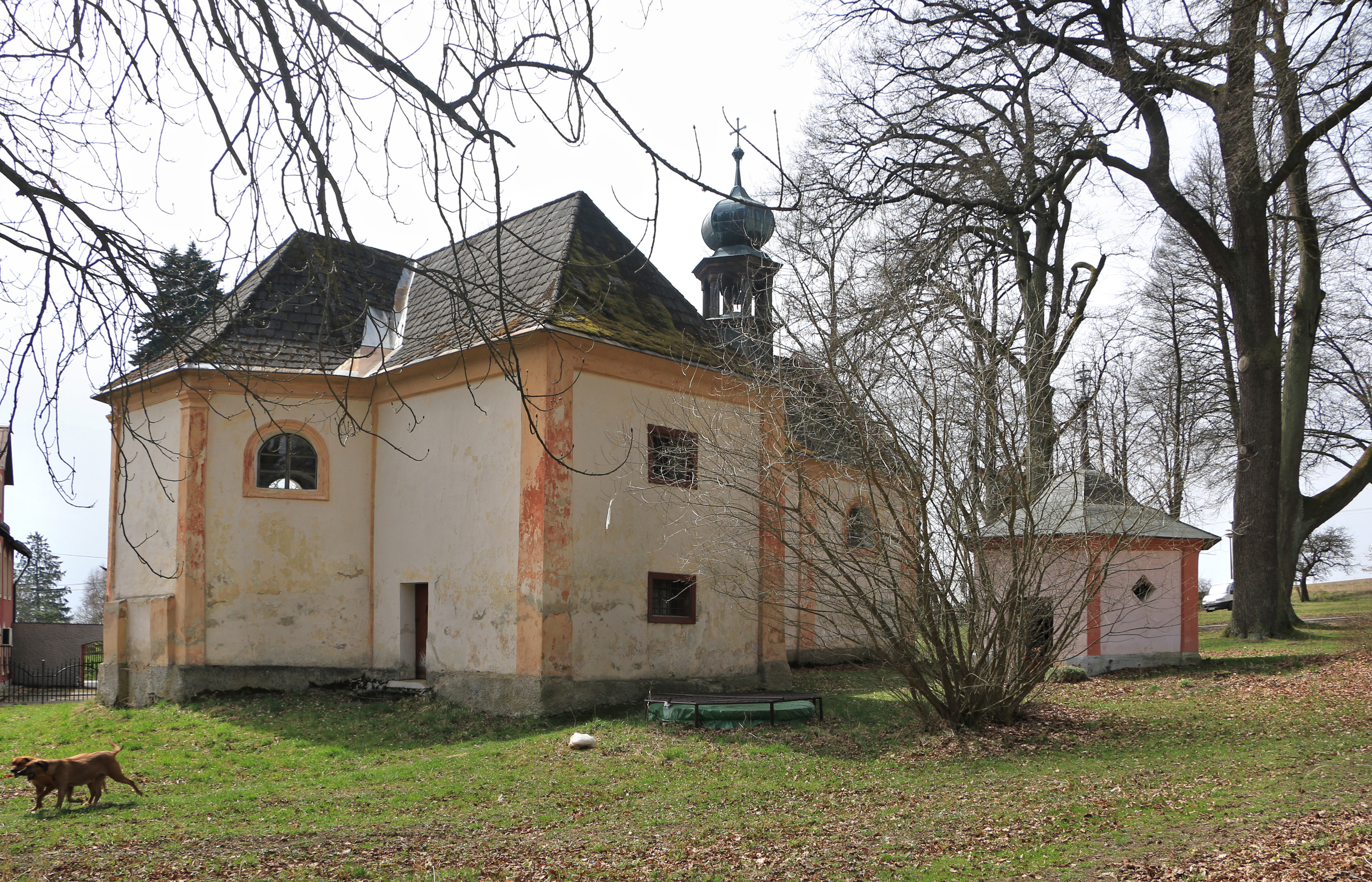
Kostel zezadu
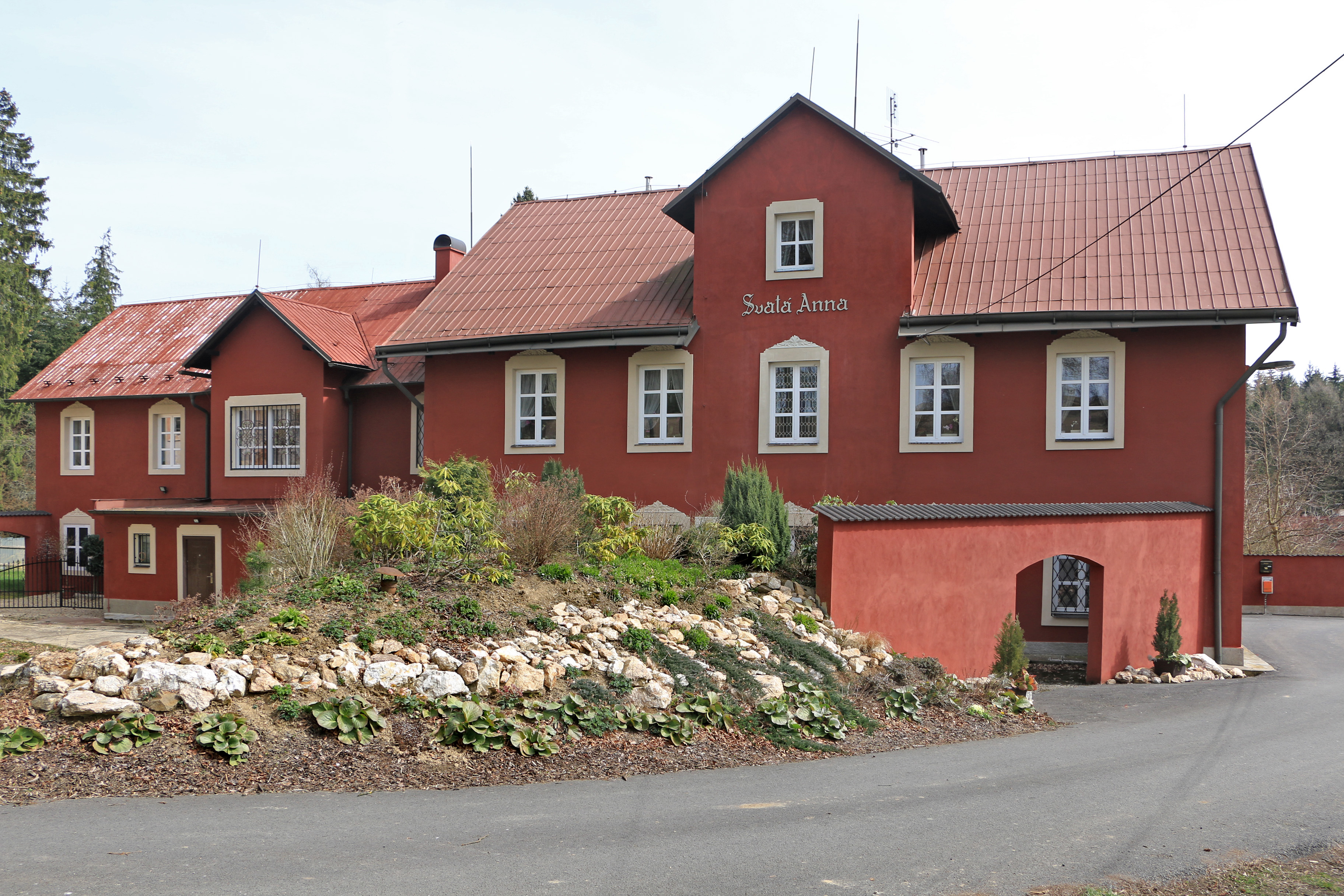
Dům čp. 1
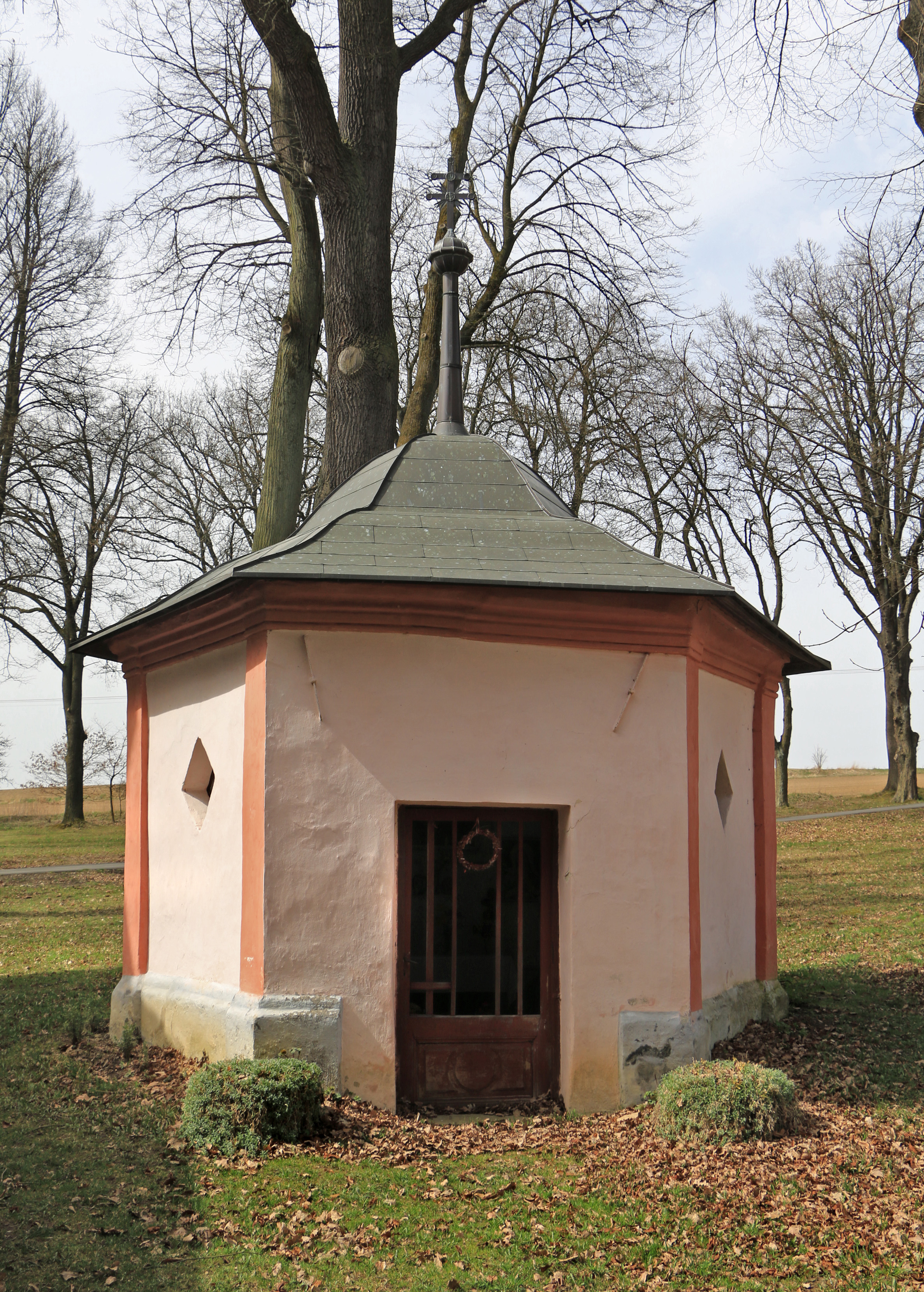
Kaple u kostela